# Mombeltrán
Mombeltrán (Oficcíalmente, Vilha de Mombeltrán) é um município da Espanha na província de Ávila, comunidade autónoma de Castela e Leão, de área 49,92 km² com população de 1184 habitantes (2007) e densidade populacional de 22,91 hab/km².

## Localização
Localiza-se no sul da província de Ávila.
| Noroeste: El Arenal           | Norte: Cuevas del Valle, Villarejo del Valle | Nordeste: San Esteban del Valle            |
| Oeste: Arenas de San Pedro    |                                              | Este: Santa Cruz del Valle, Pedro Bernardo |
| Sudoeste: Arenas de San Pedro | Sul: Arenas de San Pedro, Montesclaros       | Sudeste: Lanzahíta, Navamorcuende          |

## Demografia
| Variação demográfica do município entre 1991 e 2004 | Variação demográfica do município entre 1991 e 2004 | Variação demográfica do município entre 1991 e 2004 | Variação demográfica do município entre 1991 e 2004 |
| --------------------------------------------------- | --------------------------------------------------- | --------------------------------------------------- | --------------------------------------------------- |
| 1991                                                | 1996                                                | 2001                                                | 2004                                                |
| 1215                                                | 1225                                                | 1123                                                | 1142                                                |